# くらげ (お笑いコンビ)
くらげは、吉本興業東京本社（東京吉本）に所属する日本のお笑いコンビ。ヨシモト∞ホールを中心に東京で活動中。NSC東京校17期出身。M-1グランプリ2023ファイナリスト。

## メンバー
杉 昇（すぎ のぼる、1988年5月7日（37歳） - ）
- ボケ（ネタによってはツッコミ）担当[1]、立ち位置は向かって左。舞台衣装はワイシャツにネクタイ。
- 福岡県飯塚市出身。飯塚市立二瀬中学校、佐賀県立鳥栖商業高等学校卒業。
- 中学、高校時代は野球部に所属していた。
- 既婚。子どもが2人いる[2]。
- 趣味はゴルフ。
- 結成前はあつあげというコンビで活動。元相方は現在TikTokerの東京挫折組の矢野として活動している。
- タレント・映画コメンテーターの有村昆に顔が似ているため、有吉弘行、千鳥など先輩芸人から良く弄られている。
- 横浜DeNAベイスターズ投手の大貫晋一とも顔が似ており、登板試合を観戦した報告を数度行っている。大貫本人にも認知されており、SNSは相互フォロー関係にあるとのこと[3]。

渡辺 翔太（わたなべ しょうた、1988年8月23日（36歳） - ）
- ツッコミ（ネタによってはボケ）担当[1]、立ち位置は向かって右。衣装はアロハシャツ。
- 実家はお茶農家。
- 静岡県小笠郡小笠町（現：菊川市）出身[4]。小笠町立小笠東小学校、小笠町立岳洋中学校、静岡県立小笠高等学校、静岡産業大学卒業[5][6]。学生時代は野球部所属。
- ゆにばーすの川瀬名人らと同居していた。
- 結成前はコンビ『爆破ミント』『ドラマ』として活動[7][8]。
- 段ボールを組み立てるアルバイトと畳むアルバイトをしている。
- 9人組アイドルグループ「Snow Man」のメンバー・渡辺翔太、プロ野球球団「東北楽天ゴールデンイーグルス」の投手・渡辺翔太と同姓同名。
- 2025年2月9日、結婚を発表[9]。
- 父親は菊川市議会議員の渡辺修氏。

## 略歴
NSC東京校17期出身同士で、2018年1月1日にコンビ結成。
翌2019年のM-1グランプリでは男らしい風貌の渡辺が杉の恋愛相談に乗り、｢わかんねえけど」と言いつつ女性心理を次々言い当てるという漫才を披露し、準決勝まで進出。敗者復活戦では、全くの無名ながら視聴者投票で8位にランクインした。ユウキロックは『技術力が素晴らしい。準決勝で見せたネタでは、杉の一言にゆっくりと客席に顔を向ける渡辺、この一瞬に俺は鳥肌が立った。｢所作」｢外的要素」｢声質」｢間｣。彼らは自分たちのすべてを理解している。それを熟知して完成させた完璧なネタだった』とくらげを高く評価している。
2023年3月19日に行われたヨシモト∞ホールのレギュラー昇格ネタバトル「ムゲンダイユースカップ」決勝戦で優勝し、ムゲンダイレギュラー入りを果たした。
M-1グランプリ2023では、念願の決勝進出を果たす。キャッチフレーズは「純情！ワイシャツとアロハ」。決勝の舞台では9番目に登場。杉が女性の好きそうなものをど忘れし、その分野に「たまたま」詳しい渡辺が、次々と候補を羅列していくという形式のネタ「思い出せない」を披露。だが得点は伸び悩み、合計620点の第10位という悔しい結果に終わった。

## 賞レースでの戦績

### Mｰ1グランプリ
| 年度（回）       | 結果         | No.  | 備考                                             |
| ---------------- | ------------ | ---- | ------------------------------------------------ |
| 2018年（第14回） | 1回戦敗退    | 1197 |                                                  |
| 2019年（第15回） | 準決勝進出   | 1463 | 予選20位、敗者復活戦8位                          |
| 2020年（第16回） | 準々決勝進出 | 1141 |                                                  |
| 2021年（第17回） | 準々決勝進出 | 795  |                                                  |
| 2022年（第18回） | 準々決勝進出 | 652  |                                                  |
| 2023年（第19回） | 決勝10位     | 2109 | 決勝キャッチフレーズ「純情！ワイシャツとアロハ」 |
| 2024年（第20回） | 準々決勝進出 | 2506 |                                                  |

### その他
- 2020年 - 第41回 ABCお笑いグランプリ 最終予選進出[15]

## 出演

### テレビ
- モデルプレスナイトⅡ（Kawaiian TV、2019年8月30日[16]）
- 前略、西東さん（中京テレビ、2020年2月29日[17]）
- ザ・ベストワン（TBSテレビ、2020年3月15日[18]・特別編2020年5月8日[19]）
- そろそろ にちようチャップリン（テレビ東京、2020年4月5日[20]・2020年8月29日[21]）
- ネタ祭り!2020秋!!（朝日放送、2020年9月15日[22][23]）
- 水曜日のダウンタウン（TBSテレビ）
- 速報！M-1ネクストデイ 王者誕生までの舞台裏(朝日放送、2023年12月25日)
- 相席食堂（朝日放送、2024年2月13日[24]）

### ラジオ
- bayfmKUSUKUSU（bayfm、2019年12月29日[25]、2020年1月5日[26]）
- キックス銀座8丁目しゃべくり劇場（YBSラジオ、2020年1月8日[27]）
- マイナビ Laughter Night（TBSラジオ 、2020年1月17日初OA[28]）
- 渋谷女子企画（渋谷クロスFM、2020年1月31日[29])

## 主催ライブ
- 2020年9月11日(金)21：00-22：00 - くらげ主催ライブ「くらげの修行」[30]（ヨシモト∞ドーム　ステージⅠ）